# Black Rain - Pioggia sporca
Black Rain - Pioggia sporca (Black Rain) è un film del 1989 diretto da Ridley Scott, con Michael Douglas, Andy García, Ken Takakura, Kate Capshaw e Yūsaku Matsuda.
La storia è centrata su due poliziotti di New York che, dopo aver catturato un membro della Yakuza, devono scortarlo in Giappone. Una volta a destinazione, il prigioniero riesce a fuggire, costringendo i due ufficiali a immergersi sempre più profondamente nel misterioso mondo della malavita locale. Black Rain fu nominato per due premi Oscar, per il miglior sonoro e per il miglior montaggio sonoro.

## Trama
Nick Conklin è un compassato veterano della polizia di New York che vive al di sopra delle proprie possibilità, e dunque sospettato di corruzione dalla commissione disciplinare. Nick è indebitato a causa di un divorzio appena concluso e per il mantenimento dei due figli (affidati esclusivamente all'ex moglie visto il troppo lavoro di lui).
Mentre pranzano in un bar italiano, Nick e il suo partner Charlie Vincent si insospettiscono di un gruppo di gangster giapponesi ed italiani, seduti nello stesso locale, quando un altro giapponese fa irruzione armato con altri uomini, e si impadronisce di un pacco dal leader degli orientali. Mentre il nuovo arrivato sta per uscire, uno dei giapponesi al tavolo dice qualcosa di offensivo sicché viene pugnalato al petto e gli viene recisa la gola. Nick e Charlie inseguono l'omicida riuscendo a stento ad arrestarlo.
Il giapponese è uno Yakuza di nome Sato. La situazione si complica ulteriormente quando con il massimo disappunto Nick riceve ordini superiori di far estradare Sato, pur accettando di scortarlo fino ad Osaka. Il superiore di Nick ritiene che la trasferta consenta di calmare le acque, mitigando gli inquisitori che indagano sulla condotta del poliziotto.
Nick e Sato mostrano la propria asprezza d'animo già durante il volo, mentre il primo fa un solitario con le carte ma il giapponese ammanettato gli fa notare sprezzante che l'altro sta barando così da buscare una forte gomitata sul volto. Giunti allo scalo di Osaka sono ad accoglierli degli uomini in divisa i quali prendono in custodia Sato, ma scoprono ben presto che si tratta di un terribile raggiro perpetrato dai complici del nipponico.
Nick e Charlie vengono condotti al quartier generale della Prefettura di Osaka, interrogati e incolpati della scomparsa del criminale. Dopo un'accesa discussione iniziata da Nick (che dimostra un esplicito e forte sentimento anti-giapponese), viene consentito a lui e Charlie di operare nella caccia come osservatori. La loro cura è affidata a Masahiro Matsumoto, un commissario dal carattere mite, votato ad incassare i colpi da Nick ed i suoi superiori.
Durante le indagini, dove Nick infrange più volte il protocollo e prende contatto con la maitresse americana di un lussuoso night club, Joyce, si apprende della scalata di Sato all'interno della Yakuza, violando ogni regola e codice d'onore, rivaleggiando con un anziano boss, Sugai, cui era una volta fedele. La trasferta newyorkese del criminale sarebbe servita per distruggere la rete di falsari gestita dal suo ex superiore.
Una sera, mentre Nick e Charlie tornano al loro hotel, senza scorta nonostante le raccomandazioni di Matsumoto, arriva in moto un giovane punk, che ruba l'impermeabile a Charlie; questi, nel tentativo di riprenderselo, lo insegue in un garage sotterraneo; Nick lo segue ma non riesce a raggiungerlo, poiché rimane bloccato da un cancello di sicurezza: grida a Charlie di scappare perché è una trappola, ma arrivano gli uomini di Sato che a bordo di altre moto uccidono Charlie decapitandolo con delle katana.
Disperato, Nick viene confortato da Joyce nell'appartamento di lei. Matsumoto lo raggiunge con gli effetti del compagno che si spartiscono secondo una tradizione giapponese. A Matsumoto spetta il distintivo della NYPD mentre a Nick la pistola di Charlie.
Matsumoto e Nick pedinano uno degli affidatari di Sato, una giovane prostituta giapponese, che consegna al suo giovane boss lo stesso pacchetto rubato a New York. Sato si incontra con Sugai in un'acciaieria gestita dall'anziano, negoziando l'avanzamento di rango e l'acquisizione di un territorio cui il boss è contrario. Nick interviene scatenando una sparatoria ma Sato riesce nuovamente a scappare in moto. Nick viene arrestato dalla stessa polizia di Osaka ed espulso con il primo volo mentre Matsumoto è sospeso dal servizio.
L'americano riesce comunque a fuggire di nascosto dall'aereo e a tornare ad Osaka chiedendo udienza a Sugai, il quale, per puro interesse, e vedendolo come una potenziale pedina contro Sato, lo prende in ostaggio e lo conduce nella sua lussuosa casa, trattandolo con il massimo disprezzo. Sugai gli racconta la sua grama gioventù durante il periodo bellico, il suo odio per l'America, dopo aver patito la distruzione della propria città, seguita dall'arrivo della pioggia sporca, probabile conseguenza del bombardamento di Hiroshima, nonché la perdita della dignità che la sua famiglia e l'intero popolo giapponese hanno dovuto subire nel secondo dopoguerra "ingoiando a forza" la mentalità americana. La contraffazione di banconote da 100 dollari, pressoché perfette, sarebbe la sua vendetta.
Nick si accorda per l'eliminazione di Sato in cambio della libertà così viene condotto in una remota fattoria vinicola, sede di un vertice mafioso, ed armato con un fucile a pompa. Appostato tra i vigneti Nick sta per essere ucciso da uno degli uomini di Sato travestito da viticultore quando sopraggiunge Matsumoto salvandogli la vita e la copertura. I due si rendono conto che altri sgherri del giovane boss stanno preparando un regolamento di conti, eliminando i vertici criminali non appena terminato il summit. Nel frattempo Sato, pur rivendicando la propria autorità territoriale, deve riconoscere l'autorità di Sugai facendo ammenda per lo sgarbo con l'automutilazione del mignolo della mano sinistra. Sato, fingendosi ravveduto e rientrato nei ranghi, aggredisce l'anziano pugnalandolo e scatenando una sparatoria tra affiliati. Nick e Matsumoto approfittano per sterminare l'intera compagine dei convenuti, boss ed il loro seguito. Sato fugge di nuovo in moto ma Nick riesce a fermarlo dopo un lungo inseguimento e una violenta lotta. Nick sopraffà Sato, e le immagini suggeriscono che stia per ucciderlo, ma questo non avviene.
Nick e Matsumoto completamente infangati, conducono Sato al distretto di polizia nipponico, lasciando i superiori esterrefatti. I due ricevono una menzione in una elegante cerimonia, e Nick riconosce la fedele amicizia di Matsumoto consegnandogli, nascoste in un regalo d'addio, le due perfette matrici per il biglietto da 100 dollari.

## Distribuzione
Il film è uscito nelle sale italiane il 31 ottobre 1989.

## Curiosità
- Michael Douglas, colpito dal carattere futuribile di Osaka, ritenne Scott idoneo per la regia.[1]
- Il ruolo di Sato era stato proposto a Jackie Chan, ma questi declinò, non reputando il ruolo consono ai suoi valori e alla sua immagine.
- L'attore giapponese Yūsaku Matsuda, al quale Scott ha dedicato il film, era gravemente ammalato di cancro alla vescica durante le riprese del film, e morì poco dopo la prima statunitense; la sua performance e la sua interpretazione di Sato è da molti critici considerata eccellente.
- L'alto costo e le lungaggini burocratiche per ottenere i permessi, sono la ragione per cui Scott ha dichiarato che non girerà mai più alcunché in Giappone. Costretto ad abbandonare il paese, Scott filmò la scena del vertice degli oyabun nella regione vinicola californiana di Napa Valley.
- Il rumore delle motociclette Suzuki fuoristrada monocilindriche non è originale, trattandosi di registrazioni di un motore quattro cilindri e quattro tempi.
- Nella scena in cui Nick Conklin e Masahiro consegnano Sato al capo del distretto di polizia di Osaka, si notano due televisori che proiettano immagini del film Top Gun, diretto dal fratello del regista, Tony Scott.

## Riconoscimenti
- 1990 - Premio Oscar
  - Nomination Miglior sonoro a Donald O. Mitchell, Kevin O'Connell, Greg P. Russell e Keith A. Wester
  - Nomination Miglior montaggio sonoro a Milton C. Burrow e William L. Manger
- 1990 - Awards of the Japanese Academy
  - Nomination Miglior film straniero

## Slogan promozionali
- «An American Cop in Japan. Their country. Their laws. Their game. His rules.»             «Un poliziotto americano in Giappone. Il loro paese. Le loro leggi. Il loro gioco. Le sue regole.»
- «Osaka, Japan. A cop on the edge. A conspiracy on the rise. A killer on the loose.»
«Osaka, Giappone. Un poliziotto in trappola. Un complotto in atto. Un assassino in fuga.»